# 點紋多板盾尾魚
點紋多板盾尾魚，又稱點紋鋸尾鯛，為輻鰭魚綱鱸形目刺尾魚亞目刺尾魚科的其中一個種，於1862年由美國生物學家Theodore Gill 首次正式描述，其模式產地為南下加利福尼亞州聖盧卡斯角，分布於中東太平洋區，從加利福尼亞灣至薩爾瓦多等海域，棲息深度5-35公尺，本魚體呈橢圓形且側扁，頭部有2條黑色橫帶，尾柄處兩側各有3個盾狀骨板，位於尾柄處黑色斑塊內，尾鰭黃色，身體整體顏色為灰色，上半部顏色較深，全身密布黑色小圓點，體長可達60公分，棲息在水淺的珊瑚礁區，成群活動，以藻類為食，可作為觀賞魚。